# Ли, Реджинальд
Реджинальд Ли (англ. Reginald Robinson Lee; 19 мая 1870 — 6 августа 1913) — британский моряк. Работал одним из вперёдсмотрящих на «Титанике» во время его единственного рейса.

## Биография
Родился 19 мая 1870 года в Бенсоне в семье школьных учителей. Служил в британском Королевском ВМФ до отставки в феврале 1900 года. Затем устроился на «Олимпик». 6 апреля 1912 года был переведён на «Титаник».

### Крушение «Титаника»
14 апреля 1912 года, в 10 часов вечера по судовому времени, вместе с Фредериком Флитом Ли вышел на очередную смену в вороньем гнезде. Во время единственного рейса «Титаника» отсутствовали бинокли, так как ключ от сейфа с ними остался у члена команды, не вышедшего в рейс. В 23:39 Ли и Флит первыми заметили айсберг, после чего Флит ударил три раза в колокол и позвонил на мостик. Через минуту произошло столкновение.
Участвовал в спуске шлюпок на воду. Спасся в шлюпке № 13.

### Дальнейшая судьба
После спасения с «Титаника», Ли вернулся в Саутгемптон и продолжил служить в гражданском флоте.
Скончался 6 августа 1913 года от сердечной недостаточности на фоне пневмонии и плеврита. Похоронен в Портсмуте.